# Percy Rojas
Pour les articles homonymes, voir Rojas.
Percy « Trucha » Rojas, de son nom complet Percy Rojas Montero, né le 16 septembre 1949 à Lima, est un footballeur péruvien qui jouait au poste d'attaquant.

## Biographie

### Carrière de joueur

#### En club
Percy Rojas est considéré comme l'un des meilleurs buteurs de l'histoire du football péruvien. Idole de l'Universitario de Deportes, le club avec lequel il s'est le plus identifié, il a été champion national en 1967, 1969, 1971, 1974 et 1982, en plus d'être finaliste de la Copa Libertadores en 1972. Il a également évolué au Sporting Cristal, avec lequel il fait le doublé en 1979-1980. 
Cependant, c'est au sein du CA Independiente, en Argentine, qu'il atteint une véritable dimension internationale. Il y côtoie de grandes stars du football argentin (Ricardo Bochini, Daniel Bertoni, Ricardo Pavoni, Miguel Ángel López, entre autres) et remporte la Copa Libertadores 1975, puis la Copa Interamericana l'année suivante.

#### En équipe nationale
International péruvien de 1969 à 1979, Percy Rojas fait partie de la génération dorée de footballeurs péruviens des années 1970. Il participe notamment aux Coupes du monde de 1978 (3 matchs) et 1982 (sur le banc) et remporte la Copa América en 1975.

### Carrière d'entraîneur
Une fois sa carrière de joueur terminée, il embrasse la carrière d'entraîneur. Mais celle-ci sera très brève. Il prend notamment les rênes de l'Universitario de Deportes en 1986 (sous forme d'intérim) et 1987. Adjoint de José Macía à la tête de l'équipe du Pérou, il sera sélectionneur par intérim lors du match Uruguay-Pérou, le 24 septembre 1989, comptant pour les éliminatoires au Mondial 1990 (défaite 2-0).

## Palmarès(joueur)

### En club

#### Au Pérou
| Universitario de Deportes - Championnat du Pérou (5) : - Champion : 1967, 1969, 1971, 1974 et 1982. - Meilleur buteur : 1982 (19 buts). - Copa Libertadores - Finaliste : 1972. - Meilleur buteur : 1972 (6 buts). |  | Sporting Cristal - Championnat du Pérou (2) : - Champion : 1979 et 1980. |

#### À l'étranger
| CA Independiente - Copa Interamericana (1) : - Vainqueur : 1975. - Copa Libertadores (1) : - Vainqueur : 1975. |  | RFC sérésien - Championnat de Belgique D2 (1) : - Champion : 1982. |

### En équipe nationale
Pérou
- Copa América (1) :
  - Vainqueur : 1975.

## Statistiques

### En championnat
Source consultée : (es) Percy Rojas sur enciclopediadefutbolistas.blogspot.com
- Avec le CA Independiente : 72 matchs, 27 buts (1975-1976).
- Avec le Sporting Cristal : 142 matchs, 42 buts (1977-1980).
- Avec le RFC sérésien : 29 matchs, 11 buts (1981-1982).

### Coupes internationales
Source consultée : (es) Percy Rojas sur www.bdfa.com.ar
- Avec le CA Independiente : 10 matchs, 2 buts (1975-1976).
- Avec l'Universitario de Deportes : 36 matchs, 16 buts (1968 / 1970-1972).
- Avec le Sporting Cristal : 6 matchs, 2 buts (1980).

### En équipe nationale
- 49 sélections et 7 buts en équipe du Pérou entre 1969 et 1979[5].

#### Buts en sélection
Source consultée : (en) Percy Rojas sur www.11v11.com
| Buts en sélection de Percy Rojas | Buts en sélection de Percy Rojas | Buts en sélection de Percy Rojas                   | Buts en sélection de Percy Rojas | Buts en sélection de Percy Rojas | Buts en sélection de Percy Rojas | Buts en sélection de Percy Rojas |
|                                  | Date                             | Lieu                                               | Adversaire                       | Score                            | Résultat                         | Compétition                      |
| -------------------------------- | -------------------------------- | -------------------------------------------------- | -------------------------------- | -------------------------------- | -------------------------------- | -------------------------------- |
| 1.                               | 11 février 1971                  | Lima (Pérou)                                       | Corée du Sud                     |                                  | 4-0                              | Amical                           |
| 2.                               | 23 avril 1972                    | Stadionul Republicii, Bucarest (Roumanie)          | Roumanie                         | 0-1                              | 2-2                              | Amical                           |
| 3.                               | 16 juillet 1975                  | Estadio Nacional, Santiago (Chili)                 | Chili                            | 1-1                              | 1-1                              | CA 1975                          |
| 4.                               | 20 août 1975                     | Estadio Alejandro Villanueva, Lima (Pérou)         | Chili                            | 1-0                              | 3-1                              | CA 1975                          |
| 5.                               | 17 juillet 1977                  | Estadio Olímpico Pascual Guerrero, Cali (Colombie) | Bolivie                          | 4-0                              | 5-0                              | QCM 1978                         |
| 6.                               | 19 mars 1978                     | Mar del Plata (Argentine)                          | Argentine                        | 2-1                              | 2-1                              | Amical                           |
| 7.                               | 22 avril 1978                    | Lima (Pérou)                                       | Chine                            | 2-0                              | 2-1                              | Amical                           |